# Halowe rekordy Ameryki Północnej w lekkoatletyce
Halowe rekordy Ameryki Północnej w lekkoatletyce − rekordy Ameryki Północnej w konkurencjach lekkoatletycznych w hali.

## Mężczyźni
| Konkurencja               | Rezultat | Zawodnik                                                                             | Miejsce uzyskania | Data             |
| ------------------------- | -------- | ------------------------------------------------------------------------------------ | ----------------- | ---------------- |
| bieg na 50 m              | 5,56     | Donovan Bailey                                                                       | Reno              | 9 lutego 1996    |
| bieg na 50 m              | 5,56     | Maurice Greene                                                                       | Los Angeles       | 13 lutego 1999   |
| bieg na 60 m              | 6,34     | Christian Coleman                                                                    | Albuquerque       | 18 lutego 2018   |
| bieg na 200 m             | 20,02    | Elijah Hall                                                                          | College Station   | 10 marca 2018    |
| bieg na 400 m             | 44,52    | Michael Norman                                                                       | College Station   | 10 marca 2018    |
| bieg na 600 m             | 1:13,77  | Donavan Brazier                                                                      | Staten Island     | 24 lutego 2019   |
| bieg na 800 m             | 1:43,24  | Josh Hoey                                                                            | Nowy Jork         | 23 lutego 2025   |
| bieg na 1000 m            | 2:14,48  | Josh Hoey                                                                            | Filadelfia        | 18 stycznia 2025 |
| bieg na 1500 m            | 3:31,74+ | Yared Nuguse                                                                         | Nowy Jork         | 8 lutego 2025    |
| bieg na milę              | 3:46,63  | Yared Nuguse                                                                         | Nowy Jork         | 8 lutego 2025    |
| bieg na 3000 m            | 7:22,91  | Grant Fisher                                                                         | Nowy Jork         | 8 lutego 2025    |
| bieg na 5000 m            | 12:44,09 | Grant Fisher                                                                         | Boston            | 14 lutego 2025   |
| bieg na 50 m przez płotki | 6,25     | Mark McKoy                                                                           | Kobe              | 5 marca 1986     |
| bieg na 60 m przez płotki | 7,27     | Grant Holloway                                                                       | Albuquerque       | 16 lutego 2024   |
| sztafeta 4 × 200 m        | 1:22,71  | Stany Zjednoczone · Thomas Jefferson · Raymond Pierre · Antonio McKay · Kevin Little | Glasgow           | 3 marca 1991     |
| sztafeta 4 × 400 m        | 3:01,39  | Stany Zjednoczone · Ilolo Izu · Robert Grant · Devin Dixon · Mylik Kerley            | College Station   | 10 marca 2018    |
| sztafeta 4 × 800 m        | 7:11,30  | Stany Zjednoczone · Joe McAsey · Kyle Merber · Christopher Giesting · Jesse Garn     | Boston            | 25 lutego 2018   |
| chód na 5000 metrów       | 18:38,71 | Ernesto Canto                                                                        | Indianapolis      | 7 marca 1987     |
| skok wzwyż                | 2,43     | Javier Sotomayor                                                                     | Budapeszt         | 4 marca 1989     |
| skok o tyczce             | 6,05     | Christopher Nilsen                                                                   | Rouen             | 5 marca 2022     |
| skok w dal                | 8,79     | Carl Lewis                                                                           | Nowy Jork         | 27 stycznia 1984 |
| trójskok                  | 17,83    | Aliecer Urrutia                                                                      | Sindelfingen      | 1 marca 1997     |
| pchnięcie kulą            | 23,38    | Ryan Crouser                                                                         | Pocatello         | 18 lutego 2023   |
| siedmiobój                | 6645 pkt | Ashton Eaton                                                                         | Stambuł           | 10 marca 2012    |

## Kobiety
| Konkurencja               | Rezultat | Zawodniczka                                                                             | Miejsce uzyskania | Data             |
| ------------------------- | -------- | --------------------------------------------------------------------------------------- | ----------------- | ---------------- |
| bieg na 50 m              | 6,00     | Merlene Ottey                                                                           | Moskwa            | 4 lutego 1994    |
| bieg na 60 m              | 6,94     | Aleia Hobbs                                                                             | Albuquerque       | 18 lutego 2023   |
| bieg na 60 m              | 6,94     | Julian Alfred                                                                           | Albuquerque       | 11 marca 2023    |
| bieg na 200 m             | 21,87    | Merlene Ottey                                                                           | Liévin            | 13 lutego 1993   |
| bieg na 300 m             | 35,45    | Shaunae Miller-Uibo                                                                     | Nowy Jork         | 3 lutego 2018    |
| bieg na 400 m             | 49,24    | Isabella Whittaker                                                                      | Virginia Beach    | 15 marca 2025    |
| bieg na 800 m             | 1:58,29  | Ajeé Wilson                                                                             | Nowy Jork         | 8 lutego 2020    |
| bieg na 1000 m            | 2:33,75  | Lucia Stafford                                                                          | Boston            | 28 stycznia 2023 |
| bieg na 1500 m            | 3:59,60  | Heather MacLean                                                                         | Boston            | 2 marca 2025     |
| bieg na milę              | 4:16,41  | Elle Purrier St. Pierre                                                                 | Nowy Jork         | 11 lutego 2024   |
| bieg na 3000 m            | 8:20,87  | Elle Purrier St. Pierre                                                                 | Glasgow           | 2 marca 2024     |
| bieg na 5000 m            | 14:31,38 | Gabriela DeBues-Stafford                                                                | Boston            | 11 lutego 2022   |
| bieg na 50 m przez płotki | 6,67     | Jackie Joyner-Kersee                                                                    | Reno              | 10 lutego 1995   |
| bieg na 50 m przez płotki | 6,67     | Michelle Freeman                                                                        | Liévin            | 13 lutego 2000   |
| bieg na 60 m przez płotki | 7,65     | Devynne Charlton                                                                        | Glasgow           | 3 marca 2024     |
| sztafeta 4 × 200 m        | 1:32,67  | Stany Zjednoczone · Kyra Jefferson · Deajah Stevens · Daina Harper · Asha Ruth          | Nowy Jork         | 27 stycznia 2018 |
| sztafeta 4 × 400 m        | 3:23,85  | Stany Zjednoczone · Quanera Hayes · Georganne Moline · Shakima Wimbley · Courtney Okolo | Birmingham        | 4 marca 2018     |
| sztafeta 4 × 800 m        | 8:05,89  | Stany Zjednoczone · Chrishuna Williams · Raevyn Rogers · Charlene Lipsey · Ajeé Wilson  | Nowy Jork         | 3 lutego 2018    |
| chód na 3000 metrów       | 12:20,79 | Debbi Lawrence                                                                          | Toronto           | 12 marca 1993    |
| skok wzwyż                | 2,02     | Chaunte Lowe                                                                            | Albuquerque       | 26 lutego 2012   |
| skok o tyczce             | 5,03     | Jennifer Suhr                                                                           | Brockport         | 30 stycznia 2016 |
| skok w dal                | 7,23     | Brittney Reese                                                                          | Stambuł           | 11 marca 2012    |
| trójskok                  | 15,12    | Jasmine Moore                                                                           | Albuquerque       | 11 marca 2023    |
| pchnięcie kulą            | 20,68    | Sarah Mitton                                                                            | Karlsruhe         | 7 lutego 2025    |
| pięciobój                 | 5004 pkt | Anna Hall                                                                               | Albuquerque       | 16 lutego 2023   |